# Efua Theodora Sutherland
Efua Theodora Sutherland geb. Morgue (* 27. Juni 1924 in Cape Coast, Goldküste; † 2. Januar 1996 in Accra) war eine auf Englisch schreibende ghanaische Schriftstellerin, Dramatikerin, Theatermacherin und Kinderrechtsaktivistin.

## Leben
Sutherland studierte in Mampong, Cambridge und am Londoner Institut für Orientalistik und Afrikanistik. Sie arbeitete in England als Lehrerin, kehrte aber 1951 nach Ghana zurück. Nachdem das Land 1957 die Unabhängigkeit erlangt hatte, gründete sie die Ghana Society of Writers, das Ghana Drama Studio und wurde später auch im Bereich des experimentellen Theaters aktiv. Sie zählt zu den herausragenden ghanaischen Dramenschriftstellern und ist Autorin einiger Dramen, die vorwiegend von der gegenwärtigen Situation im Land handeln. Ihre Werke haben oft einen aufklärerisch-emanzipatorischen Ansatz und fordern die Gleichstellung afrikanischer und europäischer Kultur. Jedoch schuf sie auch Kunstwerke unter Nutzung der einheimischen Mythologie, so unter anderem das Drama The Marriage of Anansewa über die Spinne Anansi, einen traditionellen Märchenhelden. Ihr Prosa- und Lyrikwerk ist weniger umfangreich als das dramatische. Zudem schrieb sie Sachbücher für Kinder und war an der Universität von Ghana tätig.
Efua Theodora Sutherland wurde in die Anthologie Daughters of Africa aufgenommen, die 1992 von Margaret Busby in London und New York herausgegeben wurde. Auf Deutsch erschienen einige Gedichte in der von Janheinz Jahn herausgegebenen Anthologie Schwarzer Orpheus (1954).
Neben ihrer schriftstellerischen und wissenschaftlichen Arbeit war Sutherland zeitlebens eine aktive Kulturvermittlerin und setzte sich für kulturelle Bildung und Rechte von Kindern ein: Beispielsweise war sie Teil der ghanaischen Delegation bei der ersten Konferenz der Afro-Asiatischen Schriftstellerorganisation 1958, gab den Anstoß zur Organisation eines panafrikanischen Theaterfestivals (dem erstmals 1992 veranstalteten PANAFEST), und setzte als Vorsitzende der nationalen Kinderkommission zwischen 1983 und 1990 einige bedeutende Programme auf nationaler Ebene durch.
Sutherland heiratete 1954 William Sutherland, mit dem sie drei Kinder bekam. Ihre Tochter Esi Sutherland-Addy wurde Professorin an der University of Ghana und stellvertretende Ministerin in Ghana.

## Werke (Auswahl)
- New Life at Kyrefaso (Erzählung, 1957)
- Playtime in Africa (1960, Kinderbuch)
- Roadmakers (1961, Kinderbuch)
- Edufa (1967, Drama)
- Foriwa (Drama, 1967)
- Vulture! Vulture! (1968, Kindertheaterstück)
- Tahinta (1968, Kindertheaterstück)
- The Marriage of Anansewa (Drama, 1980)